# Кісенко Іван Григорович
Кі́сенко Іва́н Григо́рович (нар. 17 листопада 1905 — пом. 26 березня 1988) — голова ордена Трудового Червоного Прапора колгоспу «Побєда» в Покровському районі на Дніпропетровщині, Герой Соціалістичної Праці, Заслужений працівник сільського господарства Української РСР.

## Біографія
Іван Григорович Кісенко народився в сім'ї простого селянина в селищі Покровському. Закінчив чотири класи церковноприходської школи.
Трудову діяльність розпочав в неспокійному, післяреволюційному 1918-му. Спочатку працював у батьківському господарстві, а на початку колективізації вступив в артіль «Нове життя». Працював рядовим колгоспником, городником, бригадиром рільничої бригади. Деякий час працював завідувачем клубу. У 1936 його обирають головою місцевого  колгоспу «Третій кавполк», який він очолював до 1941 року.

### Роки війни
В 1941 році, на початку війни колгосп було евакуйовано.  Іван Григорович кілька місяців очолював  під Сталінградом тамтешній колгосп, потім був мобілізований на фронт.
З 1942 по 1945 рік воював у складі 106-го батальйону зв'язку 41-ї стрілецької дивізії 69-ї армії, яка брала участь у боях на Орловсько-Курській дузі. Служив рядовим, потім парторгом роти та батальйону зв'язку, командиром взводу. Дивізія звільняла Орел, Харків, Гомель, Варшаву. На річці Одер Іван Григорович Кісенко був поранений, після лікування знову повернувся у свою військову частину. Іван Кісенко дійшов до Берліна, розписався на рейхстазі. Нагороджений орденами Червоної Зірки та Вітчизняної війни І-ІІ ступенів, медалями.

### Повоєнні роки

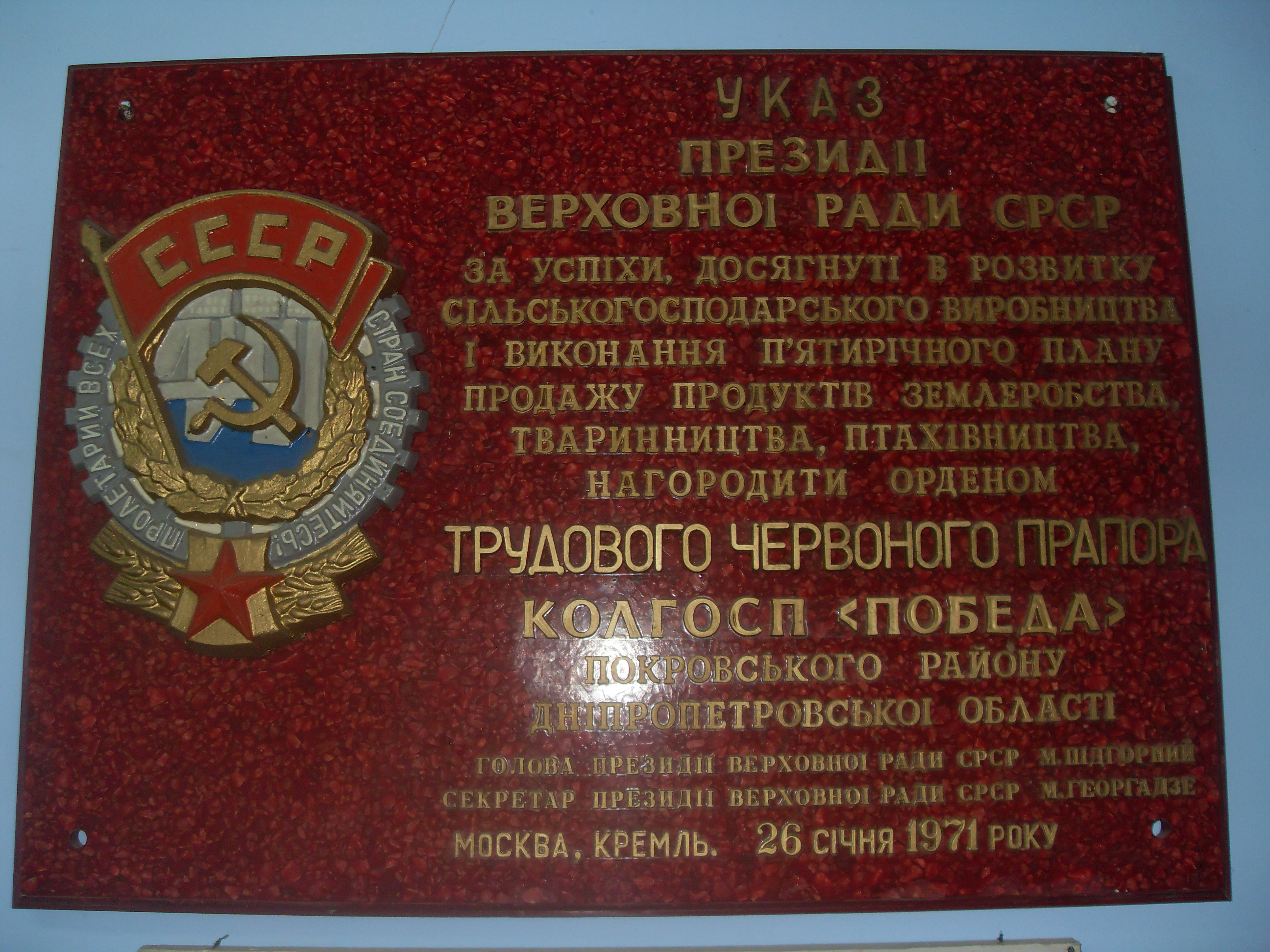

Після закінчення війни влітку 1945 року і до осені  жнивував на німецькій землі під Берлином, рятував врожай.
В жовтні 1945 року повернувся в рідне Покровське, активно включився у відбудову народного господарства. Знову очолив колгосп «Третій кавполк», який у 1952 році було укрупнено і перейменовано в «Побєду». На посаді голови прославленого і відомого потім на всю країну колгоспу «Побєда» Іван Григорович Кісенко пропрацював 34 роки.
В 50-х роках розпочалася нова сторінка в історії господарства, яке очолив Кісенко, вона була позначена небаченим до того часу розмахом будівництва: тваринницьке містечко з рівними алеями тополь, з трояндами на клумбах, гуртожиток для тваринників, заасфальтовані дороги до всіх сіл.За типовими проектами було зведено близько 70 господарських приміщень, двоповерховий будинок культури, дві школи, бригадні клуби, цілі вулиці приватних будинків для колгоспників.
Завдяки розширенню площі під господарськими новобудовами колгосп зумів різко збільшити поголів'я худоби, а відповідно і виробництво тваринницької продукції. Голова колгоспу І. Г. Кісенко завжди був у пошуці. За його ініціативою господарство одне з перших стало на шлях спеціалізації — налагодило виробництво свинини на промисловій основі. І. Г. Кісенко — ініціатор спорудження місцевої зрошувальної системи. Вона себе виправдала — на поливних землях одержували надвисокі врожаї. Були створені цехи хлорели і екструдованих кормів. Додавання цих добавок у раціон тварин значно підвищувало їх продуктивність.
Особливою гордістю Івана Григоровича був яблуневий сад, який розкинувся на 137 гектарах. По 200 центнерів з гектара збирали плодів. Сад розкинувся над річкою Вовчою. Іван Григорович любив бувати в квітуючому саду. Йдучи в сад завжди одягав світлий костюм і вишиванку.
Під керівництвом І. Г. Кісенка колектив колгоспу «Побєда» майже щороку ставав переможцем Всесоюзного соціалістичного змагання з виробництва й заготівлі сільськогосподарської продукції, його вважали найкращим серед господарств і в районі та області, і в Україні та СРСР. Колгосп став республіканською школою передового досвіду. В 1971 році колгосп було нагороджено орденом Трудового Червоного Прапора — за досягнення в розвитку сільськогосподарського виробництва, а голова колгоспу Іван Григорович Кісенко удостоєний звання Героя Соціалістичної Праці і заслуженого працівника сільського господарства України. А також за самовіддану працю І. Г. Кісенко нагороджений двома орденами Леніна, орденами Трудового Червоного Прапора, «Знак Пошани», Жовтневої революції, багатьма медалями.
Разом з дружиною Марією Андріївною Іван Григорович виховав чотирьох дітей, сімох онуків, вісьмох правнуків.
В 1986 році заслужений працівник сільського господарства, Герой Соціалістичної Праці, персональний пенсіонер союзного значення, почесний громадянин Покровського, Іван Григорович Кісенко пішов на заслужений відпочинок.
Помер Іван Григорович Кісенко 26 березня 1988 року. Похований на центральному цвинтарі смт. Покровського 
Автор пам'ятника на його могилі народний художник України, скульптор Володимир Небоженко.